# تاي أكسونغور
تاي أكسونغور هي طائرة دون طيار من إنتاج الشركة التركية لصناعات الفضاء لصالح القوات المسلحة التركية.